# Cockburn Island (Huronsee)
Cockburn Island ist eine Insel im Huronsee in der kanadischen Provinz Ontario.  
Sie gehört zum Manitoulin District. 
Sie wird von der Mississagi Strait von der Westspitze von Manitoulin Island getrennt.
Westlich liegt die zu Michigan gehörende Drummond Island. Dazwischen liegt der False Detour Channel. 
Der Großteil der Insel gehört zur Township Cockburn Island, welches bist zum Zensus 2006 eine permanente Einwohnerzahl von 10 aufwies, aber seit dem Zensus 2011 unbewohnt ist.
Es handelt sich dabei um die Gemeinde (incorporated municipality) in Kanada mit der geringsten Bevölkerungszahl. Die Gemeindebehörden befinden sich in Thessalon auf Festland-Ontario, im Algoma District gelegen. 
Im Sommer wächst die Bevölkerung auf etwa 200, da sich auf der Insel eine Reihe von Cottages befinden.

## Geschichte
Die Insel wurde nach Francis Cockburn benannt – einem stellvertretenden Quartermaster von Ober- und Niederkanada Anfang des 19. Jahrhunderts.
Die Insel beherbergte in der Vergangenheit mehrere Hundert Menschen.
In Tolsmaville (45° 57′ 29″ N, 83° 19′ 5″ W), auch bekannt als Port Cockburn, wurde hauptsächlich Fischfang betrieben. 
In Ricketts Harbour wurde Holzwirtschaft betrieben.  
Tolsmaville ist noch heute das Zentrum der Insel. Der Ort dient als Drehscheibe für den Insel-Tourismus im Sommer.
Ein kleiner Teil der Insel gehört zum Cockburn Island 19-Indianerreservat, welches keine permanente Siedlung besitzt.
Das Gebiet gehört zum Kulturerbe einer First Nation, deren Hauptsiedlung auf der benachbarten Manitoulin-Insel liegt.   
Neben dem Sommer-Tourismus zählt die Forstwirtschaft zu den Wirtschaftsfaktoren der Insel.

## Verkehr
Es gibt weder eine Brücken- oder Fährverbindung zu den Nachbarinseln Manitoulin und Drummond Island, noch zum Festland.
Die Gemeinde betreibt eine Anlegestelle für Privatboote und Wasserflugzeuge nahe Tolsmaville. 
Außerdem befindet sich westlich von Tolsmaville ein kleiner Flugplatz.
Früher, als die ständige Inselbevölkerung noch größer war, gab es noch eine Fährverbindung durch die MS Norgoma. 
Die Inselbevölkerung nahm rapide ab, als diese Fähre Ende der 1960er Jahre ihren Betrieb reduzierte und nur noch einmal wöchentlich von Meldrum Bay aus verkehrte.